# Кувшинка египетская
Кувши́нка еги́петская (лат. Nymphaea lotus) — вид двудольных растений рода Кувшинка (Nymphaea) семейства Кувшинковые (Nymphaeaceae). Таксономическое название вида было впервые опубликовано шведским систематиком Карлом Линнеем в 1753 году.

## Распространение, описание

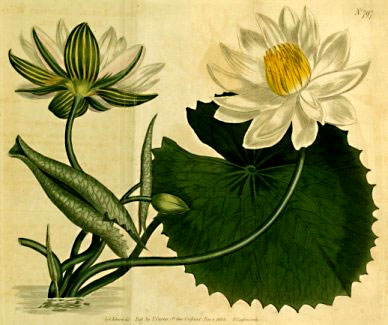
Ботаническая иллюстрация

Широко распространён на Африканском континенте. Завезён в Северную и Южную Америку. Разновидность Nymphaea lotus f. termalis — узкоареальный эндемик Румынии (жудец Бихор), растущий в тёплых водоёмах; субпопуляции на территории Европы в целом нехарактерны для этого вида. Встречается также и в Азии.
Многолетнее водное растение. Клубни овальные. Цветки как правило крупные, с 19—20 лепестками, диаметром 15—25 см, белого цвета, иногда с розоватым оттенком на внешней стороне лепестка; тычинки жёлтого цвета. Плоды желтовато-зелёные, размером 6—9 см, сплюснуто-сферической формы. Семена блестяще-бурые.
Число хромосом — 2n=84.

## Значение
Культивируется. Выращивается как декоративное растение.
В некоторых источниках характеризуется как сорное растение.

## Синонимы
Синонимичные названия.
- Castalia edulis Salisb.
- Castalia lotus Tratt.
- Castalia mystica Salisb.
- Castalia pubescens Wood
- Castalia pubescens Blume
- Castalia sacra Salisb.
- Leuconymphaea lotus Kuntze
- Nymphaea dentata Schumach. & Thonn.
- Nymphaea liberiensis A.Chev. nom. inval.
- Nymphaea lotus var. rogeonii A.Chev.